# Bajuwaren

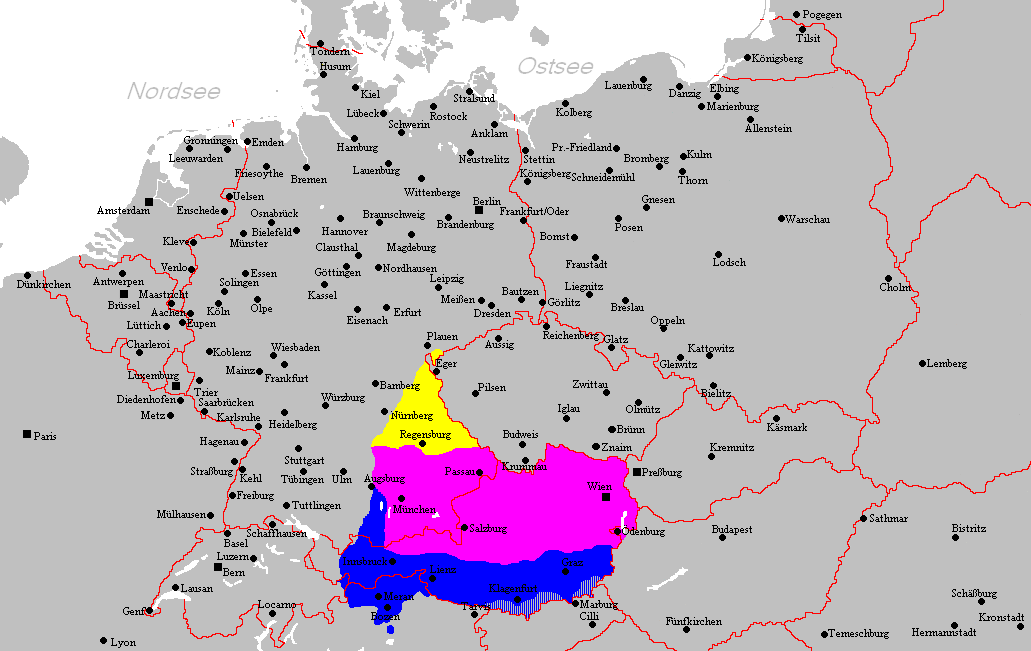
Het tegenwoordige Beierstalige gebied

De Bajuwaren of Bavarii vormden een Germaanse volksstam die leefde in de Duitse streek Beieren, die zijn naam nog steeds aan hen te danken heeft en waar de Bajuwaren het hertogdom Beieren stichtten. Tevens is bewezen dat de Bajuwaren grote delen van Oostenrijk bevolkten en invloeden hadden in Bohemen.
De oorsprong van de Bavarii is niet geheel duidelijk. Veelal wordt aangenomen dat de Bavarii verwant zijn met de Keltische stam der Boii, alhoewel dit nog steeds bediscussieerd wordt. De Boii zouden zich rond 200 v.Chr. in Beieren hebben gevestigd, terwijl zij waarschijnlijk ook hun naam verbonden aan Bohemen. De naam zelf beschrijft misschien een conglomeraat van grotere en kleinere delen van vele volkeren, zowel van Keltische, Germaanse, Slavische als Romaanse oorsprong. Volgens een andere theorie zouden de Bajuwaren, die zich in vijfde eeuw in Zuid-Beieren en Oostenrijk vestigden, afstammen van de Marcomannen.
Sinds de tweede helft van de 20e eeuw hebben historisch en archeologisch onderzoek namelijk in toenemende mate bewijs geleverd voor de theorie, dat de Keltische Boii zijn opgenomen in het Romeinse Rijk en zich vervolgens vermengden met Germaanse volkeren die ervoor kozen in het gebied te blijven of door de Romeinen werden gedwongen hier hun verblijf te nemen. Rond de 6e eeuw is er sprake van een echte stam der Bajuwaren, waarvan de leiders verwant zijn aan de Frankische en mogelijk ook de Alemannische en Zwabische vorstenhuizen. Regensburg geldt als de hoofdstad van de Bajuwaren en werd in de Karolingische tijd het centrum van het Oost-Frankische Rijk.
Buurvolkeren van de Bavarii waren de Alemannen in het westen, de Franken in het noordwesten, de Longobarden in het zuiden (over de Alpen), en de Avaren in het zuidoosten. De rivier de Lech vormde de grens tussen de Bajuwaren en de Alemannen en geldt ook tegenwoordig nog als denkbeeldige taalgrens tussen de Zwabische en Beierse dialecten.
Huidige namen die eindigen op het suffix -ing, zoals Flaurling, Freising, Straubing, Germering, Erding en Leonding, zijn van Bajuwaarse oorsprong en zijn waarschijnlijk reeds rond 550 ontstaan.
Alemannen · Ambivarieten · Ambronen · Ampsivaren · Angelen · Angrivariërs · Asdingen · Baemi · Bajuwaren · Bastarnen · Bataven · Bourgondiërs · Bructeren · Cananefaten · Chamaven · Chasuarii · Chatten · Chattuarii · Chauken · Cherusken · Cimbren · Cugerni · Dulgubnii · Fosi · Franken · Frisii · Gepiden · Goten · Harii · Helisiërs · Hermunduren · Herulen · Juten · Lakringen · Lemoviërs · Longobarden · Lugiërs · Manimiërs · Marcomannen · Marobudui · Marsi · Mattiakken · Naharvalen · Nemeten · Nerviërs · Ostrogoten · Quaden · Rugiërs · Saksen · Semnonen · Silingen · Sitones · Skiren · Sueben · Sugambren · Suiones · Tencteren · Teutonen · Toxandriërs · Triboken · Tubanten · Tudri · Tungri · Ubiërs · Usipeten · Vandalen · Vangionen · Visigoten · Volcae · Warnen
Germani cisrhenani:
Caerosi · Condrusi · Eburonen · Paemani · Segni
Stamverenigingen:
Herminones · Ingvaeones · Istvaeones